# Kabinett Arthur
Chester A. Arthur wurde 1880 an die Seite des republikanischen Präsidentschaftskandidaten James A. Garfield zum Vizepräsidenten der Vereinigten Staaten gewählt. Am 19. September 1881 stieg er ins Präsidentenamt auf, nachdem Garfield den Verletzungen erlegen war, die er zwei Monate zuvor bei einem Attentat erlitten hatte. 1884 trat er nicht mehr zur Wahl an; an seiner Stelle kandidierte der ehemalige Außenminister James G. Blaine, der Grover Cleveland unterlag.
Arthur, der als letzter Präsident der US-Geschichte seine komplette Amtszeit ohne einen Stellvertreter absolvierte, nahm in fast allen Ministerien personelle Veränderungen vor. Vier Kabinettsmitglieder schieden noch im selben Jahr aus der Regierung aus. Lediglich Kriegsminister Robert Todd Lincoln, Sohn von Abraham Lincoln, blieb an Arthurs Seite bis 1885 im Amt.

## Mehrheit im Kongress
| Präsident                         | Präsident          | Kongress | Haus    | Haus    | Senat | Senat | Gesamt | Gesamt             |
| --------------------------------- | ------------------ | -------- | ------- | ------- | ----- | ----- | ------ | ------------------ |
|                                   | Chester Arthur (R) | 47.      |         | 151/293 |       | 38/76 |        | Divided government |
| 48.                               | Chester Arthur (R) |          | 118/325 |         | 38/76 |       |        | Divided government |
| Quelle: Repräsentantenhaus, Senat |                    |          |         |         |       |       |        |                    |

## Das Kabinett
| Ressort / Amt                          | Amtsinhaber                      | Partei | Partei           | Zeitraum  | Bild |
| -------------------------------------- | -------------------------------- | ------ | ---------------- | --------- | ---- |
| Präsident der Vereinigten Staaten      | Chester Alan Arthur              |        | Republikaner (R) | 1881–1885 |      |
| Vizepräsident der Vereinigten Staaten  | vakant                           |        |                  | 1881–1885 |      |
| Ministerämter                          |                                  |        |                  |           |      |
| Außenminister der Vereinigten Staaten  | James Gillespie Blaine           |        | R                | 1881      |      |
| Außenminister der Vereinigten Staaten  | Frederick Theodore Frelinghuysen |        | R                | 1881–1885 |      |
| Finanzminister der Vereinigten Staaten | William Windom                   |        | R                | 1881      |      |
| Finanzminister der Vereinigten Staaten | Charles James Folger             |        | R                | 1881–1884 |      |
| Finanzminister der Vereinigten Staaten | Walter Quintin Gresham           |        | R                | 1884      |      |
| Finanzminister der Vereinigten Staaten | Hugh McCulloch                   |        | R                | 1884–1885 |      |
| Kriegsminister der Vereinigten Staaten | Robert Todd Lincoln              |        | R                | 1881–1885 |      |
| Marineminister der Vereinigten Staaten | William Henry Hunt               |        | R                | 1881–1882 |      |
| Marineminister der Vereinigten Staaten | William Eaton Chandler           |        | R                | 1882–1885 |      |
| Justizminister der Vereinigten Staaten | Isaac Wayne MacVeagh             |        | R                | 1881      |      |
| Justizminister der Vereinigten Staaten | Benjamin Harris Brewster         |        | R                | 1881–1885 |      |
| Postminister der Vereinigten Staaten   | Thomas Lemuel James              |        | R                | 1881      |      |
| Postminister der Vereinigten Staaten   | Timothy Otis Howe                |        | R                | 1881–1883 |      |
| Postminister der Vereinigten Staaten   | Walter Quintin Gresham           |        | R                | 1883–1884 |      |
| Postminister der Vereinigten Staaten   | Frank Hatton                     |        | R                | 1884–1885 |      |
| Innenminister der Vereinigten Staaten  | Samuel Jordan Kirkwood           |        | R                | 1881–1882 |      |
| Innenminister der Vereinigten Staaten  | Henry Moore Teller               |        | R                | 1882–1885 |      |